# Ядаваран Шаламчех
«Ядаваран Шаламчех» — иранский футбольный клуб из города Хорремшехр. Домашней ареной клуба служит стадион «Яхан Ара», вмещающий около 2000 зрителей.

## История
В сентябре 2012 года клуб купил лицензию на участие в Лиге Азадеган у клуба «Каве», прекратившего своё существование. Дебютировала команда во второй по значимости футбольной лиге Ирана гостевой победой над клубом «Хафари Ахваз» со счётом 2:1. Одержав победу с результатом 1:0 над «Хафари Ахваз» в третьем туре клуб затем выдал 20-матчевую безвыигрышную серию в чемпионате и осел на последнем месте в турнирной таблице. Две победы (одна из которых техническая) в трёх последних турах не могли поправить ситуацию «Ядаварана Шаламчеха». Команда заняла последнее место в своей группе и должна была отправиться во Второй дивизион. Но «Ядаваран Шаламчех» был вовлечён в скандал с договорными матчами наряду с некоторыми другими клубами Лиги Азадеган, а потому был низведён в Третий дивизион.

## История выступлений
| Сезон   | Дивизион      | Место           | Кубок |
| ------- | ------------- | --------------- | ----- |
| 2012/13 | Лига Азадеган | 14-е (группа B) |       |